# Iulie 2000
Acest articol este generat integral pe baza informațiilor din articolul 2000 și este actualizat periodic de un robot.
 Editările făcute în articol vor fi șterse la următoarea actualizare! Dacă doriți să faceți modificări, editați articolul-sursă.

ianuarie -
februarie -
martie -
aprilie -
mai -
iunie -
iulie -
august -
septembrie -
octombrie -
noiembrie -
decembrie
Iulie 2000 a fost a șaptea lună a anului și a început într-o zi de sâmbătă.

## Evenimente
- 17 iulie: Președintele Emil Constantinescu anunță, într-o intervenție televizată, că a hotărât să nu mai candideze pentru un al doilea mandat de președinte al României.
- 25 iulie: Un avion Concorde, aparținând Air France, se prăbușește în Gonesse, Franța, omorând toți cei 100 de pasageri, tot echipajul (9 la număr), și 4 oameni pe pământ. Acesta este singurul accident al acestui tip de avion, acesta fiind retras trei ani mai târziu.

## Nașteri
- 5 iulie: Sebastian Korda, jucător de tenis american
- 12 iulie: Vinicius Júnior (Vinícius José Paixão de Oliveira Júnior), fotbalist brazilian (atacant)
- 12 iulie: Vinicius Júnior, fotbalist brazilian
- 21 iulie: Erling Braut Håland, fotbalist norvegian (atacant)

## Decese
- 1 iulie: Walter Matthau (n. Walter John Matthow), 79 ani, actor american de etnie evreiască (n. 1920)
- 5 iulie: Joseph Wohlfart, 80 ani, politician luxemburghez (n. 1920)
- 26 iulie: John Wilder Tuckey, 85 ani, statistician american (n. 1915)